# Nurczyk-Kolonia
Nurczyk-Kolonia [ˈnurt͡ʂɨk kɔˈlɔɲa] est un village polonais de la gmina de Nurzec-Stacja dans le powiat de Siemiatycze et dans la voïvodie de Podlachie.